# Выбирать чудо (песня)
«Выбирать чудо» — песня, написанная российской певицей Нюшей Шурочкиной. Композиция была выпущена как третий сингл исполнительницы из её дебютного альбома «Выбирать чудо» (2010).

## Создание композиции
По словам исполнительницы, каждая песня отражает какой-то этап её жизни. Перед написанием композиции она определилась, с каким настроением хочет идти по жизни, что и было отражено в песне: «…перед тем, как написать песню „Чудо“, я определилась с настроем, с которым хочу идти по жизни, то есть „выбирать своё чудо“, ведь каждый из нас волен сам решать, как идти по жизни и к чему стремиться». Как позже объяснила Нюша, слова «выбирать чудо» означают то, что человек освобождается от любовных пут. По её признанию, она часто видела, как девушки слепо влюбляются, становясь зависимыми от своих парней: «Но в определённый момент глаза всё равно должны открыться. Каждая девушка должна уметь вовремя освободиться из этих пут. Ведь выбирать своё чудо — значит жить полной жизнью, без рамок и ограничений!».

## Реакция критики
В целом композиция получила положительную оценку от критиков, музыкальных журналистов и программных директоров радиостанций, достигнув седьмой позиции в «Экспертном чарте» портала RedStarMusic.ru. Песня находилась в лучшей десятке рейтинга десять месяцев подряд. Андрей Никитин из московского журнала TimeOut дал песне положительную оценку: «…когда я услышал её хит „Выбирать чудо“ с проигрышем, как будто изъятым из композиции английского грайм-исполнителя Tinie Tempah, то прослезился. Потому что когда обнаруживаю, что здешние попмейкеры вслушиваются в английский грайм, сразу становлюсь сентиментальным и хочу их обнять», — писал критик.
Алексей Романов, участник группы «Винтаж», назвал песню «Выбирать чудо» в числе наиболее ярких композиций 2010 года. В пользовательском голосовании за «лучшую песню 2010 года», на портале MUZ.RU, композиция заняла 15 место. В списке «Топ-100 лучших песен 2010 года» радиостанции Love Radio, композиция заняла 16 место.
Также композиция была награждена дипломом «Песни года 2010», как одна из самых популярных песен 2010 года, в России. В декабре 2011 журнал «Афиша» включил композицию «Выбирать чудо» в свой редакционный список главных песен года.

## Коммерческий успех
Сингл поднялся на первое место российского радиочарта, продержавшись на нём 12 недель. За одну неделю песню проиграли 26719 раз, а всего песня появлялась в эфирах российских радиостанций 793595 раз. В чарте цифровых синглов песня дебютировала на 7 строчке. В следующую неделю песня поднялась на одну позицию вверх. В третью неделю сингл также оставался на 6 позиции. В четвёртую неделю песня поднялась до 2 строчки чарта, опередив хиты таких исполнителей, как Вера Брежнева, Леди Гага и Эминем. В пятую неделю композиция возглавила российский чарт цифровых синглов. В шестую неделю песня также была на 1 месте. В седьмую неделю сингл опустился до 2 места в чарте. В 8, 9, 10 и 11 недели песня снова возглавляла чарт.
В украинском радиочарте песня достигла 6 позиции. В радиочарте Латвии песня поднялась до 7 позиции.
По информации контент-компании «ИММО», песня заняла 2 место в итоговом чарте продаж полных mp3-треков, через мобильные сервисы в России, в 2010 году.

## Видеоклип
Съёмки клипа проходили в Ташкенте, в течение трёх дней. По сюжету, молодой человек Нюши ставит её перед выбором — «либо моя любовь, либо твоя карьера».
Нюша прокомментировала основную идею клипа так:

Можно выбрать жизнь, где терпишь все, что на тебя сваливается — насилие, вредные привычки, порой даже рабство, а можно просто начать жизнь заново и почувствовать себя свободным, не боясь, что же там будет впереди!— Нюша
Визуально клип оформлен как сказка, «куда попадает героиня Нюши, и именно там у неё открываются глаза на происходящее: возлюбленный попросту ей манипулирует и в прямом смысле дёргает за веревочки».

## Исполнение
Нюша представила песню во время проведения концерта «Europa Plus LIVE 2010» 31 июля в Лужниках. Исполненная версия песни существенно отличается от выпущенной в качестве сингла — более длинным вступлением и бриджем.

## Список композиций
- Радиосингл[28]

1. Выбирать чудо — 3:40
2. Выбирать чудо (Dance version) — 3:44

- Цифровой сингл[29]

1. Выбирать чудо — 3:50

## Чарты

### Недельные чарты
| Чарт                             | Высшая позиция |
| -------------------------------- | -------------- |
| Российский Радиочарт             | 1              |
| Киевский недельный чарт Топ 100  | 6              |
| Латвия топ 50                    | 7              |
| Российский чарт цифровых синглов | 1              |
| Московский Airplay               | 1              |
| Питерский Airplay                | 1              |

### Итоговые чарты
| Чарт                 | Высшая позиция |
| -------------------- | -------------- |
| Российский Радиочарт | 8              |
| Московский Радиочарт | 36             |
| Питерский Радиочарт  | 19             |

## Участники записи
- Нюша Шурочкина — автор, вокал, продюсер
- Владимир Шурочкин — продюсер
- Влад Стрекалин — аранжировка, саунд-продюсер, мастеринг
- Петр Картавый - аранжировка
- Оксана Шурочкина — сопродюсер